# Programa nuclear de Israel
Israel, a pesar de no contar con pruebas que lo confirme, es considerado por la organización NTI como el sexto país en el mundo en presuntamente haber podido desarrollar armas nucleares. Así, Israel sería uno de los cuatro países con armas nucleares no reconocidos como uno de los Estados nuclearmente armados por el Tratado de No Proliferación Nuclear, siendo los otros India, Pakistán y Corea del Norte. El ex director general del Organismo Internacional de Energía Atómica, el egipcio Mohamed el-Baradei, considera a Israel como un Estado poseedor de armas nucleares; sin embargo, siempre según la organización NTI, Israel mantiene una política de «ambigüedad nuclear» u «opacidad nuclear». Israel nunca ha admitido tener armas nucleares; en su lugar, ha repetido a lo largo de los años que no sería el primer país en introducir armas nucleares en el Medio Oriente, sin determinar si no será el primer país en crear, develar o hacer uso de armas nucleares en la región. Israel se ha negado a firmar el Tratado de No Proliferación Nuclear, a pesar de la presión internacional por hacerlo y ha sostenido que firmar el NPT iría en contra de sus intereses en seguridad nacional.
Israel empezó a investigar temas nucleares poco después de su independencia en 1948 y, con apoyo francés comenzó a construir en secreto un reactor nuclear y una planta de reprocesamiento nuclear a fines de la década de 1950. Si bien se sospecha que Israel construyó su primera bomba nuclear a finales de los años 1960, no fue confirmado públicamente por una fuente interna hasta que Mordejái Vanunu, un extécnico nuclear israelí, reveló detalles del programa de armas nucleares a la prensa británica en 1986. En la actualidad, se estima que Israel posee entre 75 y 400 ojivas nucleares, con la habilidad de lanzarlas por medio de aeronaves, submarinos o misiles balísticos transcontinentales.

## Pruebas nucleares
De acuerdo a especulaciones, el 2 de noviembre de 1966, Israel habría llevado a cabo una prueba no nuclear, que habría tenido un rendimiento cero o de naturaleza implosiva. La única presunta prueba nuclear dirigida por Israel ha sido conocida como el incidente Vela: el 22 de septiembre de 1979, un satélite estadounidense Vela, construido en los años 1960 para detectar pruebas nucleares, informó de una llamarada característica de una detonación nuclear al sur del océano Índico. En respuesta, la administración Carter estableció un comité comandado por el profesor del MIT Jack Ruina para analizar la confiabilidad de la detección del Vela. Este panel concluyó en julio de 1980 que la llamarada «probablemente no era de una explosión nuclear», aunque la información de la inteligencia militar estimó que existía una probabilidad del 90% de que fue una prueba nuclear y un estudio secreto realizado por el Panel de inteligencia nuclear estuvo de acuerdo con el descubrimiento inicial. Según el periodista Seymour Hersh, la detección fue en realidad la tercera prueba nuclear conjunta realizada por Israel y Sudáfrica en el océano Índico y los israelíes habían enviado dos naves IDF y «un contingente de militares y expertos nucleares israelíes» para la prueba.